# Tosaia
Tosaia es un género de foraminífero bentónico de la familia Tosaiidae, de la superfamilia Turrilinoidea, del suborden Buliminina y del orden Buliminida. Su especie tipo es Tosaia hanzawai. Su rango cronoestratigráfico abarca desde el Mioceno medio hasta la Actualidad.

## Discusión
Clasificaciones previas incluían Tosaia en el suborden Rotaliina del orden Rotaliida.

## Clasificación
Tosaia incluye a las siguientes especies:
- Tosaia hanzawai
- Tosaia loeblichi
- Tosaia lowmani
- Tosaia weaveri

Otra especie considerada en Tosaia es:
- Tosaia symmetrica, de posición genérica incierta